# Royal Marriages Act 1772
A Royal Marriages Act 1772 (magyarul Törvény a királyi házasságról, 1772; hosszú címén An Act for the better regulating the future Marriages of the Royal Family, magyarul Törvény a királyi család jövőbeni házasságainak jobb szabályozásáról) az a brit jogszabály, mely előírja a feltételeket az érvényes királyi házasság megkötésére vonatkozólag, valamint szigorú biztosítékot szolgáltat a nemkívánatos házasságok elkerülésének céljából, mely utóbbi érintheti a trónöröklést is, vagy előidézheti a királyi család (Royal Family) alacsonyabb rangúvá válását.

## Fordítás
- Ez a szócikk részben vagy egészben  a   Royal Marriages Act of 1772 című angol Wikipédia-szócikk fordításán alapul.  Az eredeti cikk szerkesztőit annak laptörténete sorolja fel. Ez a jelzés csupán a megfogalmazás eredetét és a szerzői jogokat jelzi, nem szolgál a cikkben szereplő információk forrásmegjelöléseként.